# K-278 Komsomolets
Pour les articles homonymes, voir Komsomolets.
Le K-278 Komsomolets (en russe : Комсомолец, littéralement « jeune adhérent du Komsomol »), est un sous-marin nucléaire soviétique qui a coulé le 7 avril 1989. Ce jour-là, un incendie se déclara à l'intérieur, provoquant la mort de 4 sous-mariniers, puis de 38 autres lors de son naufrage par 1 600 mètres de fond, au large des côtes de Norvège.

## Description du bâtiment

Schéma d'un sous-marin de classe Mike.

Le Projet 685 Plavnik (en russe : Плавник, « nageoire ») est conçu par le Bureau d'étude Rubin afin de développer un sous-marin capable d'emporter aussi bien des torpilles que des missiles de croisière conventionnels ou dotés d'ogives nucléaires. Le but de ce projet était d'étudier l'effet des grandes profondeurs sur les systèmes d'arme. L'ordre de concevoir les plans du sous-marin est donné à la demande de l’État-major de la Flotte en 1966 et ils sont achevés en 1974. La quille du K-278 — premier (et seul) sous-marin de sa classe — est posée le 22 avril 1978 à Severodvinsk, une ville fermée soviétique située sur les bords de la mer de Barents. Il est lancé le 3 juin 1983 et commissionné le 28 décembre 1983.
Il fait 120 mètres de long, 11 mètres de hauteur un tirant d'eau de 8 mètres avec un déplacement d'eau de 8 000 tonnes. Sa double coque en titane fait alors de lui le sous-marin pouvant plonger le plus profondément au monde, avec une profondeur opérationnelle de 900 mètres, bien plus importante que celle des sous-marins américains. Sa coque interne est divisée en sept compartiments ; les cloisons des compartiments no 2 et 3 étant renforcées afin de créer une « zone de sécurité ». Une capsule de sauvetage — résistante jusqu'à 1 500 m, pouvant accueillir tout l'équipage — est intégrée au kiosque au-dessus de ces deux compartiments pour permettre à l'équipage d'abandonner le bâtiment en cas d'urgence.
Le K-278 Komsomolets est équipé de deux réacteurs nucléaires pour sa propulsion, révolutionnaires pour leur système de refroidissement. Les services de renseignement occidentaux estiment dans un premier temps la vitesse du K-278 en partant de l'hypothèse qu'il était propulsé par deux réacteurs à métal liquide plomb-bismuth.
Toutefois, lorsque l'Union soviétique révèla que le sous-marin était propulsé par un réacteur à eau pressurisée conventionnel OК-650b-3, les estimations de vitesse sont revues à la baisse.
D'après Norman Polmar et Kenneth J. Moore - deux experts occidentaux des sous-marins soviétiques - la conception du Projet 685 comprend de nombreux systèmes automatisés, qui permettent de réduire le nombre de marins normalement nécessaires pour manœuvrer un sous-marin de cette taille. Les listes d'équipage du Ministère de la Défense soviétique prévoient en 1982 un équipage de 57 hommes. Ce nombre sera porté par la suite à 64 hommes : 30 officiers, 22 premier maîtres et 12 marins. Son premier commandant est le capitaine de 1er rang Iouri Zelenski.
Il fait partie de la classe Mike, censé devenir le premier d'une large classe de sous-marins nucléaires d'attaque. Il devient opérationnel fin 1984, mais les exemplaires construits sur le même plan ne verront jamais le jour.
En effet, véritable prototype d'une nouvelle catégorie de sous-marin, le Komsomolets devait être un laboratoire d'étude pour la marine soviétique pour la résistance aux hautes profondeurs. D'abord pour des bâtiments militaires sous-marins puis, si le concept avait été validé, pour des bâtiments civils permettant le transport de passagers et de fret.
Après avoir passé le stade de prototype, il prend part aux patrouilles de surveillance sous-marines. En novembre 1983, il est affecté à la 6e division de la 1re flottille de sous-marins de flotte du Nord. Le 4 août 1984, il bat le record de plongée pour un sous-marin d'attaque, avec une immersion à 1 027 m, résistant à une pression de 100 kg par cm2.
Le 31 janvier 1989, il est renommé « Komsomolets ». Il est alors décrit comme un sous-marin de lutte contre la guerre sous-marine. Le 28 mars, il part pour sa dernière mission.

## La catastrophe du 7 avril 1989
Ce jour-là, le Komsomolets navigue à 380 mètres de profondeur près des côtes norvégiennes, à 180 km au sud-ouest de l'île aux Ours, pour une patrouille commencée 39 jours auparavant.
À 11 h 0, un incendie se déclare dans le compartiment 7, sans doute dû à une petite quantité d'huile se déversant sur une surface brûlante, dans cet endroit où passent des flux d'air comprimé connectés aux ballasts. Le centre de commandement ordonne alors d'éteindre le feu grâce à du fréon, un gaz inerte susceptible de l'étouffer. Cela provoque l'asphyxie du sous-marinier Boukhnikachvili qui se trouvait dans le compartiment. Mais le commandement ignore qu'un flux d'air se déverse dans le septième compartiment, annulant l'effet du gaz fréon par un effet de dilution et le transformant en véritable fourneau.
Le feu commence à se répandre par des fumées alors dans le sixième compartiment jouxtant le septième à partir de 11 h 6, puis 11 h 14 dans le cinquième compartiment. Au même moment, les communications sont interrompues entre les compartiments tandis que la gouverne de direction se bloque.
Alors que l'incendie s'amplifie, le générateur bâbord se met à l'arrêt à la suite du déclenchement de son système d'alarme, suivi par celui de tribord stoppé par l'équipage. Ce qui a pour conséquence de priver le sous-marin de sa principale source d'énergie. Le commandant ordonne alors la remontée du bâtiment, par la vidange des ballasts.
À 11 h 16, arrivé en surface, il envoie un SOS chiffré au quartier général de la flotte du Nord de l'armée soviétique, qui en accuse réception à 11 h 41.
Parallèlement, l'incendie continue alors sa progression. Les compartiments touchés émettent au contact de l'eau de mer des jets de vapeurs continue en raison de l'élévation de température tandis que le revêtement anéchoïque a fondu.
À 11 h 27, le commandant Vanine prend la décision de faire évacuer sur le pont tous les hommes non indispensables à la poursuite des manœuvres.
L'équipage est loin d'être tiré d'affaire car l'incendie, qui se propage par les câbles, dégage une chaleur intense. Des hommes tombent inconscients, le CO2 étant détecté trop tard. L'hécatombe est déjà largement commencée et les tentatives de ventilation et de remise en route du moteur diesel seront vaines.
À 12 h 10, le sous-marin a effectué huit signaux d'alerte. Le quatrième compartiment est atteint à son tour par l'incendie généralisé qui a gagné le bord. Le troisième compartiment commence à se remplir de fumée épaisse.
À 12 h 19, le commandant Vanine abandonne le protocole de sécurité et envoie un SOS non chiffré en indiquant son nom, sa position et les circonstances de la catastrophe. L'amiral Tchernavine ordonne le secours immédiat du sous-marin, avec l'aide possible et souhaitée de la flotte norvégienne. Mais celle-ci ne fut pas alertée. Les secours sont totalement désorganisés et trop tardifs.
À 12 h 43, un quadrimoteur Iliouchine Il-38 décolle pour porter assistance au sous-marin.
À 13 h 17, plusieurs navires et hélicoptères de la marine norvégienne patrouillent à proximité du sous-marin. Toutefois, en raison de l'appartenance de la Norvège à l'OTAN, et du statut ultra-secret du Komsomolets, il est interdit à l'équipage de demander l'assistance à cette nation.
À 14 h 18, la communication radio est établie entre l'Iliouchine Il-38 et l'équipage. À 14 h 38, le quadrimoteur effectue le premier survol du bâtiment et constate la situation critique. Le sous-marin gîte par tribord.
À 14 h 40, le bâtiment est repéré par les secours aériens. L'eau est très froide, la visibilité mauvaise et la majorité de l'équipage est sortie, chassée par la fumée. Seul le commandement et quelques techniciens sont encore à bord pour tenter de sauver le bâtiment.
À 15 h 57, l'eau commence à envahir le septième compartiment.
À 16 h 30, la différence d'assiette atteint 30° et le Komsomolets s'enfonce par l'arrière.
À 16 h 50, le navire étant en train de sombrer définitivement, les secours n'étant prévus pour 18 h 0, l'ordre est donné d'abandonner le navire dans des conditions météo défavorables et malgré un protocole de sécurité défectueux et des tentatives de sauvetage du sous-marin qui ont duré 4 heures. Les hommes prennent alors place dans les canots de sauvetage, et de petits radeaux de sauvetage sont lancés par un avion, mais de nombreux hommes étaient déjà morts d'hypothermie dans les eaux à 2 °C de la mer de Barents.
À 17 h 0 min 8 s, le Komsomolets commence à sombrer avec six hommes encore à l'intérieur dont le commandant. Il s'agit du capitaine de vaisseau Evgueni Vanine, des capitaines de corvette Anatoli Ispenkov et Viatcheslav Youdine, ainsi que des maîtres principaux Alexandre Krasnobaïev, Victor Slioussarenko et Sergueï Tchernikov. Demeuré à son poste, Ispenkov permet de maintenir l'alimentation électrique du bâtiment pendant les opérations d'évacuation. Il va rester piégé à l'intérieur lorsque la coque du sous-marin affaiblie se retrouve écrasée à 400 m de profondeur par la pression de l'eau. Les cinq autres hommes réussissent à s'échapper du sous-marin par une capsule de secours interne lors du détachement du navire à −600 m. Toutefois, en raison de la décompression subie par l'équipage et la mauvaise conception des scaphandres qui rend leur usage malhabile en cas d'urgence, seul le maître principal Slioussarenko réussit à rejoindre la surface en vie.
Les radeaux de sauvetage, trop peu nombreux, laissent une cinquantaine d'hommes à la mer. L'usine flottante de transformation de poissons B-64/10 Alexeï Khlobistov (Алексей Хлобыстов) arrive à 18 h 20, 81 minutes après le naufrage du K-278, et remonte 25 survivants et 5 morts à son bord. Au total, le naufrage fait 42 victimes, 38 hommes meurent noyés et 4 sont portés disparus.

### Victimes
Voici la liste des 42 victimes ainsi que leur grade
| Nom                   | Grade                      |
| --------------------- | -------------------------- |
| Talant Bourkoulakof   | Capitaine de vaisseau      |
| Evgueni Vanine        | Capitaine de vaisseau      |
| Iouri Maximtchouk     | Capitaine de frégate       |
| Oleg Avanesov         | Capitaine de frégate       |
| Valentin Babenko      | Capitaine de frégate       |
| Alexandre Volodine    | Capitaine de corvette      |
| Anatoli Ispenko       | Capitaine de corvette      |
| Sergueï Maniakine     | Capitaine de corvette      |
| Viatcheslav Youdine   | Capitaine de corvette      |
| Nicolaï Volkov        | Lieutenant de vaisseau     |
| Evgueni Naoumenko     | Lieutenant de vaisseau     |
| Sergueï Nejoutine     | Lieutenant de vaisseau     |
| Mikhaïl Smirnov       | Lieutenant de vaisseau     |
| Igor Speranski        | Lieutenant de vaisseau     |
| Sergueï Markov        | Lieutenant chef            |
| Vadime Zimine         | Lieutenant                 |
| Igor Moltchanov       | Lieutenant                 |
| Alexandre Chostak     | Lieutenant                 |
| Vladimir Tkatch       | Premier maître principal   |
| Sergueï Bondar        | Maître principal           |
| Iouri Brodovski       | Maître principal           |
| Mikhaïl Valiavine     | Maître principal           |
| Mikhaïl Elenik        | Maître principal           |
| Sergueï Zamoguilny    | Maître principal           |
| Iouri Kapousta        | Maître principal           |
| Guennadi Kovalev      | Maître principal           |
| Vladimir Kolotiline   | Maître principal           |
| Alexandre Krasnobaiev | Maître principal           |
| Sergueï Nakhalov      | Maître principal           |
| Sergueï Tchernikov    | Maître principal           |
| Sergueï Golovtchenko  | Second maître de 2e classe |
| Igor Apanassevitch    | Matelot breveté            |
| Nadar Boukhnikachvili | Matelot breveté            |
| Evgueni Verchilo      | Matelot breveté            |
| Alexeï Groundoul      | Matelot                    |
| Sergueï Krasnov       | Matelot                    |
| Vladimir Koulapine    | Matelot                    |
| Andreï Mikhalev       | Matelot                    |
| Valery Soukhanov      | Matelot                    |
| Vitalï Tkatchev       | Matelot                    |
| Roman Philippov       | Matelot                    |
| Stasis Simkunas       | Matelot                    |

## Les réactions après la catastrophe
La catastrophe est alors connue par toute la presse mondiale. Le décompte des morts et l'enchaînement des événements sont divulgués par les journaux Komsomolskaïa Pravda et Sovietskaïa Rossia. L'équipage du Komsomolets est décoré et des missions océanographiques sont envoyées sur le site de l'épave.
La catastrophe provoque alors une réaction des autorités soviétiques, qui commande une enquête de deux semaines, sans aucun résultat. Pourtant, elle profite des moyens océanographiques importants de l'URSS. Le navire océanographique Akademik Mstislav Keldych alors en mission dans l'Atlantique et doté de sous-marins d'exploration à grande profondeur est réorienté pour enquêter, les autorités russes craignant un nouveau Tchernobyl en raison du réacteur nucléaire principal ainsi que des deux torpilles équipées d’ogives nucléaires contenant près de 6 kg de plutonium. Or une pollution nucléaire toucherait directement les zones traditionnelles de pêche via le plancton dont la migration constitue une voie favorable au transfert particules radioactives. Le navire océanographique trouve rapidement l'épave par 1690 m de fond ; il recherche une pollution radioactive mais n'en trouve pas trace.
Une enquête interne sur l’accident se déroule alors pendant 7 ans, effectuant neuf expertises et identifiant les parties responsables. Des missions sur l'épave sont conduites en 1991, 1992 et 1993, à chaque fois de plus en plus dirigées vers les effets de la pollution radioactive. Des sédiments sont prélevés, analysés par différents pays. Mais l'enquête est brusquement arrêtée par le procureur avant qu’elle ne puisse conduire à un procès et les résultats ont été gardés secrets.
L'émoi suscité par la catastrophe déclencha la construction de l'ékranoplane Spasatel (en). Les ogives nucléaires que contenait le sous-marin alimentent la polémique sur l'état des sous marins nucléaires russes et la pollution inhérente en Norvège, et plus généralement le problème des déchets nucléaires abandonnés en mer. Pourtant, selon les enquêtes, notamment celle de 1993, le césium 137 issu des réacteurs n'a provoqué qu'une pollution minime.
Travaux de colmatage sur l'épave
En septembre 1993, Tengiz Borisov, à la tête du Comité spécial russe pour la conduite des travaux océanographiques, annonce qu'il décide de retirer les ogives nucléaires contenues dans le sous-marin, car la contamination fait craindre une impossibilité de pêcher pour les 600 prochaines années dans la mer norvégienne.
En 1995, des travaux d'étanchéité sont entrepris avec la pose d'anneau en titane de 2 m sur les différentes brêches de la coque du sous marin et le soudage des portes des tubes lance-torpille.
En 1998, une opération de pansage de la coque du sous-marin accidenté est mise en place avec pour objectif d'éviter la dispersion des particules radioactives présentes à l'intérieur. Afin de fermer toutes les ouvertures dues au choc, des emplâtres sont fixés et déroulés le long des bords, épousant étroitement les formes de la coque du K  278. En parallèle, plus d'une centaine de paquets d'une substance chimique destructrice pour les micro-organismes et responsables du transport des particules radioactives sont disposés à l’intérieur du sous-marin. Le résultat de cette opération fut la division par dix de la vitesse du courant à mesurer à l'intérieur de l'épave avant et après les travaux.
Seul reste de l'épave du sous-marin, l'horloge du Komsomolets est conservée au musée naval de Leningrad. Elle est arrêtée à 17 h 43.
En 2019, un programme de recherche a procédé à des relevés des niveaux de radiation autour de la coque du sous-marin, ainsi qu'à des prélèvements d'eau de mer, de plancton et de sédiments. Des relevés ont été effectués autour et dans une purge de ballast ; seule la purge a présenté un taux de radiation significatif, de 800 Bq par litre, contre 0,001 Bq par litre en moyenne en mer de Norvège, mais non inquiétant : par comparaison un produit alimentaire reste consommable en contenant du Césium émettant 600 Bq par kilogramme. Les autorités norvégiennes ont déclaré que la mer de Norvège permet une dilution de la radioactivité qui ne représente aucun danger pour la faune marine locale, par ailleurs peu nombreuse.

### Sources et bibliographie
Des informations sur la propulsion, les torpilles, et la phase de prototype en général ont été divulgués par un entretien avec l'auteur du Jane's Fighting Ships 1989-90 le 21 octobre 1993 et Igor Spasskiy, un des concepteurs du Komsomolets.